# Tessé-Froulay
Tessé-Froulay is een gemeente in het Franse departement Orne (regio Normandië) en telt 372 inwoners (2004). De plaats maakt deel uit van het arrondissement Alençon.

## Geografie
De oppervlakte van Tessé-Froulay bedraagt 5,3 km², de bevolkingsdichtheid is 70,2 inwoners per km².
De onderstaande kaart toont de ligging van Tessé-Froulay met de belangrijkste infrastructuur en aangrenzende gemeenten.

## Demografie
Onderstaande figuur toont het verloop van het inwonertal (bron: INSEE-tellingen).